# بيركبريتات البوتاسيوم
بيركبريتات البوتاسيوم (أو فوق كبيريتات البوتاسيوم) مركب كيميائي صيغته K2S2O8، ويوجد على شكل صلب بلوري أبيض اللون.

## التحضير
يمكن أن يحضر المركب من التحليل الكهربائي لمحلول بارد من بيكبريتات البوتاسيوم في حمض الكبريتيك بتطبيق تيار مرتفع الشدة.
{\displaystyle {\ce {2 KHSO4 -> K2S2O8 + H2}}}
حيث تحدث التفاعلات النصفية التالية:
{\displaystyle {\ce {2SO4^{2-}-> S2O8^{2-}{}+ 2e-}}} (المصعد)
{\displaystyle {\ce {2H+ + 2e- -> H2}}} (المهبط)

## الخواص
يوجد المركب في الشروط القياسية على شكل مادة بلورية بيضاء اللون ذات انحلالية متوسطة في الماء.

## الاستخدامات
يستخدم بيركبريتات البوتاسيوم بادئاً جذرياً في مجال البلمرة:
•−[O3SO-OSO3]2−  2 [SO4]